# Rivière au Caribou
Der Rivière au Caribou (Caribou französisch für Karibu) ist ein Fluss im Westen der Labrador-Halbinsel in der kanadischen Provinz Québec.

## Flusslauf
Der Rivière au Caribou fließt in Nunavik, das Teil der Verwaltungsregion Nord-du-Québec ist. Der Fluss entspringt westlich des Lac Wiyâshâkimî (vormals Lac à l’Eau Claire). Er fließt in westlicher Richtung durch den Kanadischen Schild zur Inlandsbucht Lac Tasiujaq (vormals Lac Guillaume-Delisle), in deren mittleren Teil er mündet. Der Rivière du Nord verläuft nördlich des Rivière au Caribou. Der Rivière au Caribou hat eine Länge von 79 km und durchfließt den Parc national Tursujuq. Das Einzugsgebiet umfasst 1114 km².